# Liste der Biografien/Pax
Liste der Biografien |
Portal Biografien |
Personensuche
# |
A |
B |
C |
D |
E |
F |
G |
H |
I |
J |
K |
L |
M |
N |
O |
P |
Q |
R |
S |
T |
U |
V |
W |
X |
Y |
Z |
?
 
Pa |
Pc |
Pe |
Pf |
Ph |
Pi |
Pj |
Pk |
Pl |
Pm |
Pn |
Po |
Pr |
Ps |
Pt |
Pu |
Pv |
Pw |
Py
 
Paa |
Pab |
Pac |
Pad |
Pae |
Paf |
Pag |
Pah |
Pai |
Paj |
Pak |
Pal |
Pam |
Pan |
Pao |
Pap |
Paq |
Par |
Pas |
Pat |
Pau |
Pav |
Paw |
Pax |
Pay |
Paz
Die Liste der Biografien führt alle Personen auf, die in der deutschsprachigen Wikipedia einen Artikel haben. Dieses ist eine Teilliste mit 35 Einträgen von Personen, deren Namen mit den Buchstaben „Pax“ beginnt.

## Pax
- Pax Nicholas (* 1954), ghanaischer Sänger und Percussionist
- Pax, Ferdinand Albert (1885–1964), deutscher Zoologe, Hochschullehrer und Rektor in Breslau
- Pax, Ferdinand Albin (1858–1942), deutscher Botaniker
- Pax, Friedrich Wilhelm (1798–1867), deutscher Gymnasiallehrer und Politiker
- Pax, Penny (* 1989), US-amerikanische Pornodarstellerin irischer und deutscher AbstammungPenny Pax (* 1989)

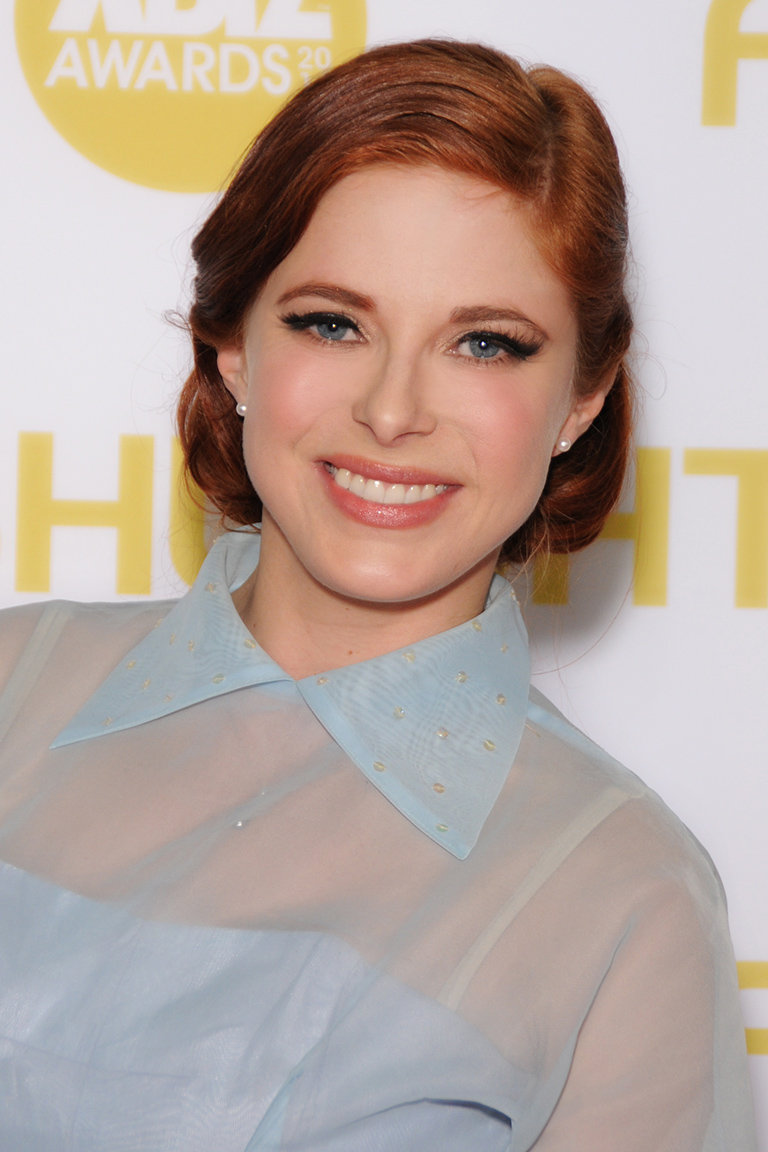
Penny Pax (* 1989)

- Pax, Rebekka (* 1978), deutsche Schriftstellerin
- Pax, Wolfgang Elpidius (1912–1993), deutscher Sprachwissenschaftler und Katholischer Theologe

### Paxa
- Paxamos, griechischer Autor
- Paxariño, Javier (* 1953), spanischer Jazzmusiker (Flöten, Saxophone, Komposition)

### Paxi
- Paximadi, Giorgio (* 1962), italienischer katholischer Theologe
- Paxino, Iris (* 1970), Sachbuchautorin
- Paxinos, Samantha (* 1988), botswanische Schwimmerin
- Paxinou, Katina (1900–1973), griechische Schauspielerin und Oscargewinnerin

### Paxm
- Paxmann, Albert (1908–1974), deutscher Politiker (SPD), MdL
- Paxmann, Heinrich (1531–1580), deutscher Rektor und Mediziner

### Paxo
- Paxon, Bill (* 1954), US-amerikanischer Politiker

### Paxs
- Paxson, Beth (* 1960), US-amerikanische Skilangläuferin
- Paxson, Christina (* 1960), US-amerikanische Wirtschaftswissenschaftlerin und Hochschullehrerin
- Paxson, Diana L. (* 1943), US-amerikanische Schriftstellerin von historischen Fantasy-Romanen
- Paxson, John (* 1960), US-amerikanischer Basketballspieler und Basketballmanager
- Paxson, Melanie (* 1972), US-amerikanische Schauspielerin

### Paxt
- Paxton, Bill (1955–2017), US-amerikanischer Schauspieler und RegisseurBill Paxton (1955–2017)

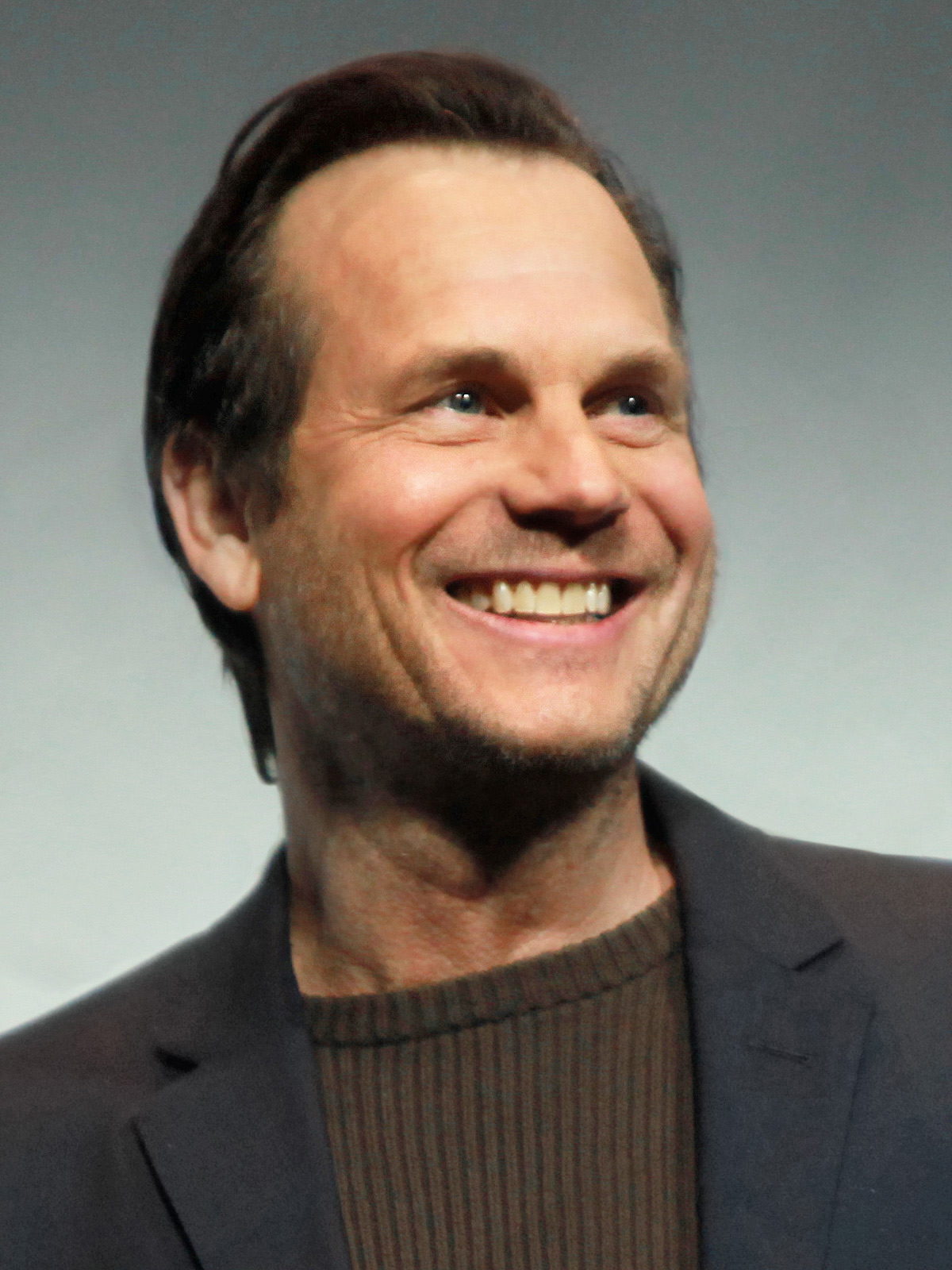
Bill Paxton (1955–2017)

- Paxton, Elizabeth Okie (1878–1972), US-amerikanische Malerin
- Paxton, James (* 1994), US-amerikanischer Schauspieler
- Paxton, John (1911–1985), US-amerikanischer Drehbuchautor
- Paxton, John (1920–2011), US-amerikanischer Schauspieler und Produzent
- Paxton, John M. junior (* 1951), US-amerikanischer Major General des US Marine Corps; Stabschef der "Multi-National Force Iraq"
- Paxton, John R. (1938–2023), US-amerikanisch-australischer Ichthyologe
- Paxton, Joseph (1803–1865), englischer Botaniker, Architekt
- Paxton, Ken (* 1962), US-amerikanischer Politiker, Attorney General von Texas
- Paxton, Michael (* 1957), US-amerikanischer Filmemacher
- Paxton, Rachael (* 1984), australische Triathletin
- Paxton, Robert (* 1932), US-amerikanischer Historiker und Hochschullehrer
- Paxton, Sara (* 1988), US-amerikanische Schauspielerin
- Paxton, Tom (* 1937), US-amerikanischer Folksänger, Singer-Songwriter und Kinderbuchautor